# Римський університет ла Сап'єнца

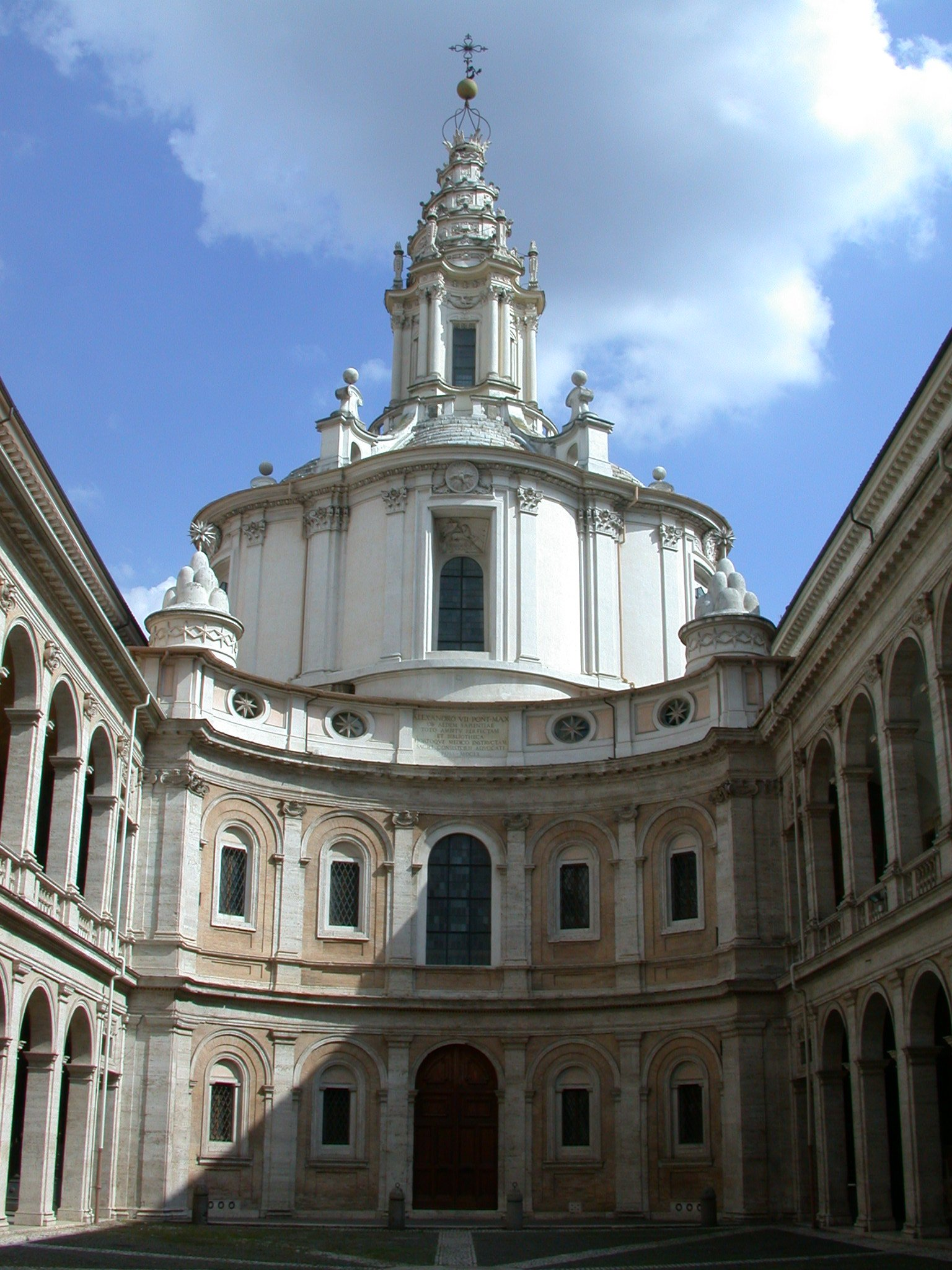
Церква Сант-Іво-алла-Сап'єнца, збудована Франческо Борроміні.

Римський університет ла Сап'єнца (італ. Universita degli studi di Roma La Sapienza) — університет, заснований у Римі папою Боніфацієм VIII 20 квітня 1303 року буллою In suprema praeminentia dignitatis. Другий навчальний заклад у «вічному місті» і, на відміну від теологічної школи при папському дворі (заснованої 1244 року), призначався для людей світських. Після розграбування Риму військами Карла V Габсбурга під час італійських воєн папа Лев X об'єднав обидва навчальні заклади під одним дахом у будинку під назвою «мудрість» (La Sapienza). Це слово досі вживають для позначення Римського університету.
Перлиною університетського містечка є барокова церква Сант-Іво-алла-Сап'єнца з химерним спіралеподібним куполом у вигляді коркотя́га або баранячого рогу — загальновизнаний шедевр Франческо Борроміні.

## Статистика
У 2015—2016 навчальних роках в Римському університеті на різних формах і ступенях навчалися:
- баклаври: 55.220
- магістри: 19.750
- одиночний цикл: 19.700
- студенти в рамках старої системи: 7.270
- докторанти (PhD): 3.235
- професійні курси (всіх рівнів): 1.810
- школи спеціалізації: 3.800

Всього: 110.000
Науково-викладацький склад
- професорів: 2.015
- дослідників: 1.544

## Відомі викладачі
- Хімік Станіслао Канніццаро,
- геометр Е. Бельтрамі,
- математики Віто Вольтерра, Бенедетто Кастеллі,
- фізик Енріко Фермі,
- геометр Ф. Севері,
- фізик Амільді Едуардо,
- історик Р. Б'янкі-Бандінеллі,
- соціолог Франко Ферраротті,
- письменник Предраг Матвійович,
- донька Ліни Костенко та викладач української мови та літератури Пахльовська Оксана Єжи-Янівна.

## Відомі випускники
- Умберто Ґвідоні — італійський космонавт.
- Ян Скарбек — польський шляхтич, Львівський римо-католицький архієпископ з 1713 р.
- Анна Марія Канчелльєрі — міністр внутрішніх справ Італії в уряді Маріо Монті.
- Марчелло Мастроянні — італійський кіноактор.
- Енріко Міцці — державний діяч.
- Джорджо Паризі — італійський фізик-теоретик, лауреат Нобелівської премії з фізики (2021).
- Чечілія Сала — італійська журналістка, військова кореспондентка.

## Виноски
1. ↑  Directory of Open Access Journals — 2003.
2. ↑  https://www.lobbyfacts.eu/datacard/sapienza-università-di-roma?rid=953791241880-52
3. ↑  VIII Б. In Supremae praeminentia Dignitatis — 1303.
4. 1 2  http://ustat.miur.it/dati/didattica/italia/atenei-statali/sapienza
5. ↑  https://orcid.org/members/001G000001qj6ifIAA-universita-degli-studi-di-roma-sapienza
6. ↑  https://web.archive.org/web/20231020113811/https://orcid.org/members
7. ↑  https://eua.eu/about/member-directory.html
8. ↑  https://web.archive.org/web/20220805081904/https://netval.it/chi-siamo/soci-netval/
9. ↑  Офіційний сайт університету. Архів оригіналу за 21 квітня 2014. Процитовано 17 березня 2017.